# Всеволод Иванов
Всеволод Вячеславович Иванов е руски съветски писател и драматург.

## Биография
Роден е в семейство на учители. В младежките си години Иванов живее в Западен Сибир.
Не завършва училище, защото отрано е принуден да си изкарва прехраната, като работи различни неща – моряк, цирков клоун и др. По-късно живее в Омск. През 1921 г. се премества в Петроград, бил е член на групата на пролетарските писатели.
По време на Втората световна война е военен кореспондент на вестник „Производство“.

## Творчество
- „Брониран влак 14-69“ – повест за революционната борба на народа през Гражданската война, 1922 г.
- „Приключенията на факира“ – роман, 1934–1935 г.
- „Пархоменко“ – роман, 1938-1939 г.
- „Гълъби на мира“ – драма, 1937 г.
- „Ломоносов“ – драма, 1953 г.